# Вартанян, Артём Мисакович
Артём Мисакович Вартанян (1912—1980) — советский хозяйственный деятель, Герой Социалистического Труда (1963), лауреат Ленинской премии (1961).

## Биография
Окончил Владикавказский политехнический техникум в 1931 году, затем Северо-Кавказский институт цветных металлов в 1933 году.
В 1931-1941 годах занимал руководящие должности на ряде промышленных предприятий Северной Осетии, Украины, Пермской области. В 1939 году вступил в Коммунистическую партию.
В 1941-1949 годах работал главным металлургом, главным инженером, директором Чимкентского свинцового завода. В 1949-1963 годах занимал должность директора Усть-Каменогорского свинцово-цинкового завода, затем — Усть-Каменогорского свинцово-цинкового комбината имени В. И. Ленина.
В 1963-1966 годах занимал должности председателя Южно-Казахстанского совнархоза, начальника Главуправления химической промышленности при Совете народного хозяйства Казахской ССР, заместителя министра цветной металлургии Казахской ССР.
С 1952 года являлся членом ЦК Компартии Казахской ССР. Избирался депутатом Верховного Совета СССР 6-8 созывов, депутатом Верховного Совета Казахской ССР 6-7 созывов. Награждён орденом Ленина, орденом Трудового Красного Знамени, орденом «Знак Почёта» и медалями СССР.
Скончался 12 октября 1980 года, похоронен на Центральном кладбище Алма-Аты.